# Héctor Console
Pour les articles homonymes, voir Console.
Héctor Console (né le 10 août 1939 à Chacabuco) est un contrebassiste argentin. Il a travaillé avec Astor Piazzolla et notamment dans son Quinteto Tango Nuevo de la deuxième période.

## Biographie
« CONSOLE, Héctor. Musicien. Contrebassiste.
L'héritier le plus remarquable de l'admirable école de tango de Kicho Díaz, pour la qualité de sa sonorité, la grâce de sa milonga et l'exquise musicalité de son jeu.
Instrumentiste d'une grande présence de tempérament, avec l'autorité nécessaire pour "commander" dans un mouvement de basse et lui donner la saveur indéfinissable mais authentique de la musique de Buenos Aires.
Il est né à Chacabuco le 10 août 1939 et a reçu ses premières leçons de guitare de son père. Il a également joué du violon dans des orchestres de sa ville natale, dans la province de Buenos Aires, et avec Los Gavilanes de España au salon de thé Cabildo, dans la capitale.
À partir de 1959, il étudie la contrebasse avec Hamlet Greco au conservatoire municipal, où il se perfectionne pendant dix ans.
En 1971, il rejoint l'orchestre de Carlitos García au Viejo Almacén et en 1972, en plus de collaborer à l'accompagnement d'Amelita Baltar au Regina, il s'installe pendant six mois au Mexique, jouant au Pipo's avec Raúl Garello.
En 1973, Hugo Baralis l'appelle à faire partie de son quintette.
(disco Music-Hall, Teatro San Martín, etc.), par Osvaldo Manzi et par Horacio Salgán, avec ce dernier pendant la saison à El Portal, à San Pedro de Pozos et sur l'avenue Belgrano. Il retrouve le piano de Valente et le bandonéon de Marconi pour rejoindre le Vanguatrío, qu'il avait contribué à fonder en 1971, lorsqu'il s'était produit avec Mariano Mores à Mar del Plata.
En 1974, il voyage avec Atilio Stamponea à Rio de Janeiro et à Sao Paulo, jouant avec Raúl Garello, avec Alberto Di Paulo, avec José Colángelo et dans les enregistrements instrumentaux de Marconi.
En 1978, il rejoint le quintette d'Astor Piazzolla. »

— Horacio Ferrer

Il a enregistré en 1996 un album célèbre de tangos (Astor Piazzolla, Carlos Gardel, Alberto Ginastera...) avec Daniel Barenboim au piano et Rodolfo Mederos au bandonéon sur le label Teldec Classics. Il a également enregistré en 2011 la pièce Libertango avec le violoncelliste Yo-Yo Ma.

## Enregistrements (sélection)
- Vanguatrio, Vanguatrio, avec Néstor Marconi au bandonéon, Héctor Console à la contrebasse et Omar Valente au piano (LP, Tonodisc TON-1048, 1975)[2]
- Vanguatrio, Vanguatrio, avec Néstor Marconi au bandonéon, Héctor Console à la contrebasse et Omar Valente au piano (LP, Tonodisc TON-1109, 1976)[2]

- Mi Buenos Aires querido: Tangos Among Friends, album de Daniel Barenboim, Hector Console et Rodolfo Mederos (Teldec Classics, 1996)[1]